# Rafael Méndez (auteur)
Pour les articles homonymes, voir Mendez.
José Rafael Méndez Méndez, né le 5 août 1938 à Ortigueira, est un dessinateur espagnol. 

## Œuvre
- Hombre, scénario de Peter Wiechmann, dessins de Rafael Méndez, Clair de Lune, collection Prestige, 2011  (ISBN 978-2-353-25372-2)
- Kalar, Impéria
  - Kalar 28, scénario collectif, dessins de Rafael Méndez, 1977
  - Kalar 217, scénario collectif, dessins de Rafael Méndez, 1983
- Superboy, Impéria
  1.  Le Vol des robots, scénario de Frank Pepper et Eugenio Sotillos, dessins de John Gillatt et Rafael Méndez, 1984
- Tex Tone, Impéria
  - Collection reliée n°66, scénario d'Hervas, dessins de Rafael Méndez, Manuel López Blanco et Pedro Henares, 1980

## Prix
- 1999 : Prix Haxtur de l'« auteur que nous aimons », pour l'ensemble de sa carrière
- 2015 : Prix Haxtur du meilleur dessin pour Hombre